# アニマエール!
『アニマエール！』は、卯花つかさによる日本の4コマ漫画作品。『まんがタイムきららキャラット』（芳文社）にて2016年4月号から2020年10月号まで連載された。

## あらすじ
中学3年生の鳩谷こはねは、卒業を目前にした3月に河川敷でチアの一団が野球の応援をする光景を目にし、彼女の中にあった世界は一変した。その日のうちに幼馴染の猿渡宇希にチアをやりたいと語ったこはねは、2週間後の4月、女子高の神ノ木高校に入学。早速チア部への入部を決めるが、チア部が存在しないことや宇希もチアをする気がないことを知り落胆する。
だが、こはねは入学式であの時のチアの中にいた有馬ひづめと出会い、これを運命と感じたこはねは自身の手でチア部を作ることを決意する。こはねは宇希の協力を得ながら部員集めに奔走し、ひづめの勧誘に成功する。その後も宇希やクラスメイトの舘島虎徹を続けて迎え入れ、ついに念願のチア同好会を創設する。さらに、とある出来事がきっかけとなり、ひづめの元チームメイトの牛久花和が加入しチア同好会はチアリーディング部に昇格する。
チア部は部活動の中で一丸となり、応援を求める人々にエールを送り届けていく。

## 登場人物
声の項はテレビアニメの声優。文中の年齢・学年は注釈がなければ登場時点でのもの。

### チア部の部員
鳩谷 こはね（はとや こはね）
声 - 尾崎由香
誕生日 - 7月4日 / 血液型 - B型 / 身長 - 151センチメートル / 好きな食べ物 - 豆、甘いもの / 好きな色 - オレンジ / 好きなもの - チア
本作の主人公でチアリーディング部の部長。神ノ木高校1年→2年。髪は長く毛先にボリュームがある。スタンツでのポジションはトップ。
底抜けに明るい性格をしており、困っている人を見かけると放っておくことができない。人助けのためならば自身を顧みず突っ走ってしまうことから中学時代には怪我が絶えず、宇希からは「(他人を優先するあまり)こはね自身のやりたいことがないように見える」と心配もされていたが、高校入学を控えた3月にひづめの所属するクラブチームのチアリーディングを目にしたことでその魅力に惹きつけられ、高校入学と共にチアを始めることを決意。入学後にひづめと宇希を誘いチア同好会を設立した。
体を動かすことは好きだが運動は苦手で瞬発力、持久力、跳躍力など全体的に今ひとつ。特に柔軟では長座の姿勢からほぼ直角の状態までしか前屈することができない。幼いころの経験が原因で高い所が苦手だが、チアのスタンツをする上で克服しようと日々努力を重ねている。
天然の人たらしな部分があり、持ち前の猪突猛進さとあわせて周囲の人物を引っ張っていく。チア同好会が部に昇格する際にはその点をひづめから評価され、部長として推挙された。
他人を心配させないように辛い時でも無理して笑顔を保とうとする面がある。
幼少期は引っ込み思案でありなかなか友達ができなかったが、祖母のアドバイスで笑顔を保つようにしたことで友達ができるようになった。しかし、それが癖としてしみついてしまい、笑顔でいなければという強迫観念を持ってしまっていた。しかし、チア部の皆に諭されたことで、無理はしないようになった。
有馬 ひづめ（ありま ひづめ）
声 - 山田唯菜
誕生日 - 12月8日 / 血液型 - A型 / 身長 - 163センチメートル / 好きな食べ物 - そば / 好きな色 - 白 / 好きなもの - 朝の空気
こはねたちの同級生。髪型はロングヘアで、蹄鉄のような髪飾りを着けている。スタンツでのポジションはベース。誰に対しても丁寧語で話す。性格は生真面目で、時に天然ボケな一面も見せる。普段はあまり感情を表に出さないが、チアを始めると人が変わったかのように明るい笑顔を見せる。
中学時代は花和や根古屋姉妹らと同じチアリーディングのクラブチームに所属し、チーム内でも抜きん出た実力から「鉄壁のベース」の異名をとっていた。一方で他人を顧みず自分自身のチアの上達に執心するあまりチームメイトとの間に温度差を生んでしまい、結果として孤立しチームを離れた過去を持つ。そのため高校入学時にはチアと決別しており、こはねからチア部の設立に誘われた際にも中学時代と同じ経験を繰り返してしまうことを恐れ拒絶していたが、自身と共にチアをするために瞬間的とはいえ高所恐怖症を乗り越えたこはねの熱意に感化され、再びチアを始めることを決意した。
チア同好会設立後は花和の加入まで唯一の経験者として技術と知識の両面でチームをリードする。中学時代のチームでは自分自身以外のチアにはほとんど興味を抱いていなかったが、チア同好会で少人数かつほとんどのメンバーが初心者という環境に置かれたことで必然的に他人のチアにも目を配るようになり、次第にチームとして上達するチアの楽しさへと目覚めていった。
過去の経験からチームメイトと離別し孤立することに対してトラウマを抱えており、こはねをはじめとするチア同好会のメンバーがチアへの意欲を失うことや、チア以外の分野に興味を持つことを過度なまでに恐れている節がある。
後述の大学2年になる兄の言説に絶対的な信頼をおいており、しばしばその発言を「兄の言葉です」と引用する。幼少期にチアを始めたきっかけも兄の剣道を応援するため。
日頃からチアのためのトレーニングを欠かさず、高校の入学式では首席入学生徒として新入生代表に選ばれるなど学業も優秀。端正な容姿とあいまって入学から数ヶ月の間クラス内で高嶺の花として遠巻きに見られていた。実は絵が極度に下手だが、本人にその自覚はない。
猿渡 宇希（さわたり うき）
声 - 井澤美香子
誕生日 - 4月12日 / 血液型 - O型 / 身長 - 160センチメートル / 好きなもの - かわいいもの（ファンシーグッズなど）、アイドル
こはねの幼馴染でクラスメイト。髪型はサイドを結っており、胸が大きい。スタンツでのポジションはスポット。
面倒見が良く、こはねにとっての保護者のような立場で彼女をフォローしているが幼なじみ以上の感情を抱いている節もあり、スタンツでこはねの太ももに挟まった時、大声で感謝したり、こはねが弟の暁音や他の女子と親密な様子を見せると嫉妬することもある。よく男口調で喋る。
また同好会部員たちの中では常識人でツッコミ役に回ることが多い。
幼いころからこはねが人助けで傷付く姿を見てきたことから誰よりも彼女の身を案じており、こはねには他人を助けることよりも自分自身のことを優先して大事にして欲しいと願っている。だが、こはねが同好会を気遣って人助けを止めた際にはそれもこはねらしさであると認め、無理に変わる必要は無いと考えるようになった。
実はアイドルなどのかわいいものが大好きだが、恥ずかしがり屋であるため周りには隠している。弟にチアを不真面目だと馬鹿にされた際には熱くチアを語らい説教するなど、一見すると強気な印象を持たせるが、一方で幽霊が苦手でもあり、弱気な一面も時として見せている。
舘島 虎徹（たてじま こてつ）
声 - 楠木ともり
誕生日 - 3月14日 / 血液型 - A型 / 身長 - 154センチメートル / 趣味 - 食べること、ピアノ
こはねたちのクラスメイト。髪型はお団子にして白いリボンを着けている。スタンツでのポジションはベース。
食べることが好きで、つい大食いしてしまうため体重を気にしている。自分にあまり自信が無く「私には無理」と否定から入ってしまうなど悲観的な所がある。一見温厚で人見知り、おとなしい性格のように見えるが、思ったことはすぐ口に出てしまい、はっきりとした物言いで容赦がなかったり、逆にこはねから悪気なく体重の話をされると、人が変わったかのように怒りだし、威圧しながらほっぺをつねるなど、怒らせると怖い一面がある。友達の紺が悩んでいるときには何も言えなくなるなど、人の気持ちを深く考え思いやることもできる。
自分が何も助言できなかった紺の告白がチア同好会の助言によって成功したことと、依頼や伝言で何度か接触したことで、チア同好会に興味を持つようになる。こはねからチア同好会に誘われるが自信の無さから当初は尻込みして断ってしまう。しかし、バスケ部の応援をするこはねたちを見たことでみんなと一緒なら私にもできるかもと思い入部を決意する。
自身の名前について男性のようであるとしてコンプレックスを抱いており、こはねからは「こてっちゃん」、紺からは「こっち」というあだ名で呼ばれている。
ピアノの練習を続けているが、家では練習が難しいことから先生の勧めで旧音楽室を借りて練習を行っていた。
困ったときや、驚いた表情をしたときは、よく八重歯が見える時がある。
牛久 花和（うしく かな）
声 - 白石晴香
誕生日 - 11月11日 / 血液型 - AB型 / 身長 - 159センチメートル / 好きな食べ物 - 辛いもの / 憧れている人 - ひづめ
ひづめの元チームメイト。髪型はリボンを付けた短めのツインテール。宇希以上の巨乳の持ち主。
中学時代からひづめに憧れており、後からチームに加入したこともあって同い年のひづめのことを「先輩」と呼んでおり、こはね絡みの宇希のように憧れ以上の感情を持ち、ひづめが自分と親しくなろうとすると緊張してあがったり、ストーカー行為をしたり、他の子と親密になると嫉妬する。
バク転ができるなど、身体能力が高く、ダイナミックなチア演技ができる。
レベルが低いにも関わらずひづめと一緒にチアをするチア同好会を敵視していたが、自分を庇って怪我をした宇希の代役を務めるため急遽バスケ部の応援に参加。以前とは違い楽しそうにチアをするひづめを見て、一緒にチアをしたい、自分のチアも近くで見てもらいたいという気持ちを持ちチア同好会に入部した。これにより部員が5人になったため、チア同好会はチアリーディング部（チア部）に昇格した。部内では宇希と同じくツッコミ役に回ることが多い。
名前の読みは「かな」であるが、こはねとひづめからは「はなわちゃん（さん）」と呼ばれている。ただし「はなわ」と呼んでいいのはあくまでひづめだけであり、こはねら他のメンバーが呼ぶと「はなわって呼ばないでよ！」と怒る。
幼少期は両親の甘やかしや流されやすい性格が原因で医者からチェックが入るほどの肥満体で、身体を動かす習い事を勧められたことがチアリーディングを始めたきっかけ。チーム加入後、周囲に流されることなくストイックに練習に励むひづめの姿を目にしたことで自身も練習に打ち込み、現在の体型となった。
気の強い性格で、天然ボケのこはねにきついことを言ったり、鉄拳制裁を与えることがある。
稲葉 兎和（いなば とわ）
声 - 南早紀（きららファンタジア）
誕生日 - 1月29日 / 血液型 - B型 
こはね達の1年後輩にあたり、作中では2年目に登場する。髪型はツーサイドアップで、常にスケッチブックを携帯している。
プロの漫画家を志しており、活動の様子を間近でスケッチする代わりにマネージャーとしてチア部に入部した。母親がチアの経験者であり、幼い頃からチアが身近にあったことで基本的な動きは身についている。技術的には入部時点で既にこはねや虎徹以上のものを持っているが、本格的にチアを練習した経験があるわけではないため専門用語には疎く、体力面でもそれほど優れてはいない。周囲からサラブレッドとして期待する声を受け続けてきたことへの反発もあり、自身が競技者となることには消極的。
普段は感情の起伏に乏しく口数も少ないが、漫画の参考になりそうな事柄に対しては一転して積極的な姿勢を見せる。

### その他の登場人物
犬養 花代（いぬかい はなよ）
声 - 松井恵理子
白髪に眼鏡をかけた女性教諭。29歳。こはねたちの担任で、担当科目は数学。チア同好会が部へと昇格する際にこはねから顧問を押し付けられる。運動は得意ではなく、高校時代には揶揄を込めて「創作ダンスの犬養」の異名をとっていた。
秋常 紺（あきつね こん）
声 - 河野ひより
虎徹の友人でこはねたちのクラスメイト。チア同好会へは大学2年の同性の家庭教師である綿貫への告白の応援・相談を依頼した。告白の成功をきっかけにチア同好会に勧誘され、本人もチアの魅力に理解を示したものの、タッチの差で家庭科部に入部していたため入部とはならなかった。紅葉の形の髪飾りを着けている。
鯨井 汐凪（くじらい しおな）
声 - 古川由利奈
神ノ木高校3年生でバスケットボール部の部長を務める。作中では主にこはねが付けた「バスケ先輩」の愛称で呼ばれる。チア同好会にとって初めての本格的なチアリーディングとなる他校バスケ部との練習試合をはじめ、複数回にわたってチア同好会に応援を依頼している。友人である鹿乃いわく照れ屋な性格で、初めてのチアを受けた後には自身からの申し出であることを隠す形でチア同好会へお礼の料理を振る舞ってもらうよう家庭科部へと依頼した。
紅葉谷 鹿乃（もみじや かの）
声 - 夏野菜緒
家庭科部の部長で、チア同好会には料理コンテストのメニュー作りの手伝いを依頼した。前髪がやや長めで、大雑把で憎めない性格だが料理はとても上手い。
猿渡 暁音（さわたり あかね）
声 - 田中あいみ
宇希の弟で小学3年生。ビクトリーズという少年サッカーチームに所属している。
チャラチャラしたもの、女子っぽいものを毛嫌いしており、チアリーディングについても当初は馬鹿にしていた（これが原因で姉の怒りを買う）が、ビクトリーズから依頼を受けたチア同好会（アニメ版では花和が加入していたためチア部）のパフォーマンスを実際に目にしたことで考えを改めた。
宇希を通じてこはねとの付き合いも長く、自身は年上であるこはねを呼び捨てにし、逆にこはねからは「アッキー」とあだ名で呼ばれ、可愛がられている。一人称は「俺」。
根古屋 鈴子（ねこや すずこ）、根古屋 珠子（ねこや たまこ）
声 - 松田利冴（鈴子）、松田颯水（珠子）
ひづめ、花和の元チームメイトで双子の姉妹。良くも悪くも猫のようにマイペースで掴み所がなく、歯に衣を着せない物言いをする。ひづめ達が抜けた後、エースとして活躍している。
八木 芽衣子（やぎ めいこ）
声 - 舞原由佳
ひづめ、花和の元チームメイト。学年は不詳であるが作中2年目もチームに在籍し、花和や根古屋姉妹からは「八木先輩」と呼ばれる。5歳からチアリーディングに親しんでおり、幼い頃はプロも目指していたが、ひづめがチームに加入したことで「本物」との才能の差を痛感。嫉妬心から中学時代のひづめがチアリーディングと決別するきっかけを作ってしまった張本人。ひづめがチームを辞めてしまったことには責任を感じており、現在もチアを続けていることを知って安堵もしているが、チア部で楽しそうに活動しているところへ水を差したくないという感情もあり、ちゃんとした対面は果たせずにいる。アニメ版では大会時にひづめと再会するエピソードが追加され、自身の過去の間違いを謝罪し和解した。
ひづめの兄
作中で実際に姿を見せたことはないが、ひづめによって度々話題に出される人物。大学生2年生で女性との出会いを求めゼミ、バイト、合コンに明け暮れている。休日には一緒にスイーツを食べに行くなど、妹であるひづめとの仲は極めて良好で「尊敬できる兄」として絶対的な信頼を得ている。一方でひづめによって引用される発言には大きな偏りが見られ、宇希や虎徹からはその人物像に疑念を持たれている。ひづめが幼少の頃には剣道部に所属しており、大学生になった現在でも稽古に通っている。時折ひづめのチアの練習にも付き合っているようで、ひづめと共にチアを行う動画を見た同好会のメンバーからはダンスの腕前に高い評価を受けた。

## 制作背景
卯花が『まんがタイムきららフォワード』で連載していた前作『はじおつ。』の連載終了後、担当編集者と次回作について話し合った際に、編集からチアを題材とした物語を提案されたことがきっかけとなり本作の制作が始まった。
卯花はチアに対して「ユニホームが可愛いく、明るく、ハツラツとした競技」というイメージが強かったが、調べるうちに所謂スポ根要素のある競技だということを感じた。しかし、4コマ雑誌である『まんがタイムきらら』シリーズにおいて、競技をどこまで深く掘り下げられるかわからなかった卯花は、『誰かの力になる』ことを作品のテーマとして、作品を描くことを決めた。

## 書誌情報
- 卯花つかさ 『アニマエール！』 芳文社〈まんがタイムKRコミックス〉、全5巻[19]
  1. 2017年3月14日発行（2月27日発売）、ISBN 978-4-8322-4807-6
  2. 2018年3月11日発行（1月27日発売）、ISBN 978-4-8322-4914-1
  3. 2018年10月12日発行（9月27日発売）、ISBN 978-4-8322-4978-3
  4. 2019年8月9日発行（7月25日発売）、ISBN 978-4-8322-7110-4
  5. 2020年10月10日発行（9月25日発売）、ISBN 978-4-8322-7214-9

## テレビアニメ
| 原作                        | 卯花つかさ                        |
| 監督                        | 佐藤雅子                          |
| シリーズ構成・脚本          | 志茂文彦                          |
| キャラクターデザイン        | 天﨑まなむ                        |
| アクション作画監督          | 狩野正志                          |
| 振付・ チアリーディング監修 | 柳下容子、瀧本有美、 東京ガールズ |
| 美術監督・美術設定          | 安田ゆかり                        |
| 色彩設計                    | 伊藤裕香                          |
| 撮影監督                    | 廖程芝                            |
| 編集                        | 小野寺絵美                        |
| 音響監督                    | 平光琢也                          |
| 音響効果                    | 風間結花                          |
| 音響制作                    | 神南スタジオ                      |
| 音楽                        | manzo、堤博明                     |
| アニメーション制作          | 動画工房                          |

2018年10月から12月にかけてAT-Xほかにて放送された。

### 製作
監督はスタジオジブリ出身で本作が初監督となる佐藤雅子。シリーズ構成・全話脚本は同じくスタジオジブリに所属していた志茂文彦。アニメ版のテーマは「かわいくてカッコいい」。視聴者が元気になれるうえに主人公たちを応援したくなる作品を目指し、制作されている。原作者の卯花からは、企画開始時に「ギャグのテンポ感を大事に」と依頼されており、佐藤もその点に気を付けながら演出を行った。
チアシーンの振付・チアリーディング監修は、アメリカで日本人初のNBA/NFLチアリーダーとなった経験を持つ柳下容子や瀧本有美、柳下が結成したプロフェッショナルチアチーム「東京ガールズ」が務めている。作中で披露されるチアは柳下と瀧本が作成した振り付けを東京ガールズが実際に踊り、それをもとに絵コンテや作画作業が行われている。チアはリーディングとダンスに区分されているが、本作ではあえて双方のいいところを混合して振り付けを考えている。
チアシーンではさまざまなJ-POPの曲を複数のアーティストがカバーした楽曲が使用されており、その選曲基準は年代ごとのヒット曲から主人公たちに合った歌詞の楽曲を選曲している。原作者の卯花も挿入歌の候補を提案しており、その中から第1話と第2話で使用された「LOVE & JOY」が採用された。
原作第1巻から放送開始直前の2018年9月27日に発売された第3巻までの内容から、第3巻の25話の一部と29話・30話以外のストーリーがすべて映像化された。基本的には原作のストーリーに沿った内容となっているが、原作18話のサッカーの応援回と原作19話・20話のバスケ部の2度目の応援回の話の順番が入れ替わった関係により花和がサッカー応援に参加している点、原作27話・28話のチアリ―リング大会でひづめが元チームメイトと和解している点と大会終了後のファミレス以降の展開、チアシーンにて使用される楽曲が明確に存在する点などアニメオリジナルの要素もある。オープニング映像やエンディング映像に登場するキャラクターが着るユニホームやイラストなどは原作の扉絵や単行本などで描かれたものが使用されている。第8話には『まんがタイムきららフォワード』にて連載していた前作『はじおつ。』より主人公たちが観客として登場した。映像化されなかった原作25話のアルバイト回は回想としてアニメ第11話に挿入されたほか、最終話の原作単行本宣伝CMでは原作29話の会話が使用されている。

### 主題歌
「ジャンプアップ↑エール!!」
オープニングテーマ。作詞・作曲・編曲は篠崎あやとと橘亮祐。歌は鳩谷こはね（尾崎由香）、猿渡宇希（井澤美香子）、有馬ひづめ（山田唯菜）、舘島虎徹（楠木ともり）、牛久花和（白石晴香）によるユニット「神ノ木高校チアリーディング部」。第1話ではエンディング位置で使用。第9話より、映像の一部が変更された。
「One for All」
エンディングテーマ。作詞は本田正樹と前田甘露、作曲・編曲は本田正樹、歌は神ノ木高校チアリーディング部。第8話より、映像の一部が変更された。
挿入歌
「LOVE & JOY」
第1話、第2話で使用。作詞は麻倉真琴、作曲は浅倉大介、編曲は吉田穣、歌はXAI。
「The Journey」
第2話、第9話、第12話で使用。作詞はChica、作曲は堤博明、歌はAstha Shrestha。
「Here We Are」
第5話、第12話で使用。作詞はChica、作曲はmanzo、歌はKimber-Lee Jacobsen。
「じょいふる」
第6話で使用。作詞・作曲は水野良樹、歌はYURiKA。
「LOVE2000」
第8話で使用。作詞はhitomi、作曲は鎌田雅人、歌は昆夏美。
「もっと愛しあいましょ」
第9話で使用。作詞は渡瀬マキ、作曲は川添智久、歌は大原ゆい子。
「CRAZY GONNA CRAZY」
第11話で使用。作詞・作曲は小室哲哉、歌はYURiKA。
「ストレスフリー」
第12話で使用。作詞はmiwa、作曲はmiwaとNAOKI-T、歌は大原ゆい子。
「One Day」
第12話で使用。作詞はChica、作曲は堤博明、歌はMB Padfield。

### 各話リスト
| 話数   | サブタイトル                     | 絵コンテ        | 演出              | 作画監督                                                                           | 総作画監督                            |
| ------ | -------------------------------- | --------------- | ----------------- | ---------------------------------------------------------------------------------- | ------------------------------------- |
| 第1話  | はじめてのチア                   | 佐藤雅子        | 佐藤雅子          | 小倉寛之 久保茉莉子                                                                | 天﨑まなむ 曾我篤史                   |
| 第2話  | かわいいけどかっこいい           | 吉川博明        | 由井翠            | 平塚知哉 冨田泰弘                                                                  | 天﨑まなむ 曾我篤史                   |
| 第3話  | チア同好会、恋の応援             | 荒井省吾        | 荒井省吾          | 山本恭平 渡辺舞 小倉寛之                                                           | 天﨑まなむ 曾我篤史                   |
| 第4話  | Let's Cheer Up!                  | 上坪亮樹        | 佐々木純人        | 金璐浩 上野沙弥佳 宮野健 Lee Juhyeon                                               | 天﨑まなむ 曾我篤史                   |
| 第5話  | 笑顔でアームモーション           | 大隈孝晴        | 野木森達哉        | 小倉寛之 久保茉莉子 山本恭平 渡辺舞                                                | 天﨑まなむ 曾我篤史                   |
| 第6話  | どきどきダブルベースサイスタンド | 由井翠 佐藤雅子 | 由井翠            | 平塚知哉 冨田泰弘 中島大智 瀧澤茉夕 北島勇樹 小倉寛之 久保茉莉子                   | 天﨑まなむ 曾我篤史                   |
| 第7話  | トップは高所恐怖症               | 越田知明        | 粟井重紀          | 山﨑輝彦 菅原美智代 藤田真弓 李周鉉 多田和春                                       | 曾我篤史 菊永千里 菊池政芳 海保仁美   |
| 第8話  | せんぱいとあたし                 | 板津匡覧        | 野呂純恵          | 渡辺舞 山本恭平 狩野正志 平塚智也 みやち                                           | 天﨑まなむ 曾我篤史                   |
| 第9話  | 部長決定！五人のチア             | 吉川博明        | 佐々木純人        | 金璐浩 上野沙弥佳 宮野健 飯塚葉子 李周鉉 多田和春 Jumondou Seoul                   | 曾我篤史 菊永千里 海保仁美            |
| 第10話 | くつ下と夏合宿                   | 添野恵          | 野木森達哉 由井翠 | 久保茉莉子 柴田ユウジ 中島大智 山本恭平 手島典子 小倉寛之                          | 天﨑まなむ 曾我篤史                   |
| 第11話 | はらはらショルダーストラドル     | 原口浩          | 粟井重紀          | 菅原美智代 金璐浩 吉村恵 上野紗弥佳 宮野健 永田文宏 池添優子 乗富梓 Jumondou Seoul | 天﨑まなむ 曾我篤史 海保仁美 菊永千里 |
| 第12話 | One for All, All for One         | 佐藤雅子        | 佐藤雅子          | 平塚知哉 小倉寛之 久保茉莉子 山本恭平 渡辺舞 中島大智                              | 天﨑まなむ 曾我篤史                   |

### 放送局
| 放送期間                 | 放送時間                     | 放送局   | 対象地域 | 備考                                 |
| ------------------------ | ---------------------------- | -------- | -------- | ------------------------------------ |
| 2018年10月7日 - 12月23日 | 日曜 23:30 - 月曜 0:00       | AT-X     | 日本全域 | 製作参加 / CS放送 / リピート放送あり |
| 2018年10月8日 - 12月24日 | 月曜 0:00 - 0:30（日曜深夜） | TOKYO MX | 東京都   | 製作参加 / リピート放送あり          |
|                          |                              | BS11     | 日本全域 | 製作参加 / BS放送 / 『ANIME+』枠     |

| 配信開始日     | 配信時間         | 配信サイト |
| -------------- | ---------------- | --- |
| 2018年10月9日  | 火曜 0:00 - 0:30 | AbemaTV |
| 2018年10月12日 | 金曜 0:00 更新   | ニコニコ動画 |
|                | 金曜 23:00 更新  | GYAO! |
| 不明           | 不明             | dアニメストア U-NEXT アニメ放題 J:COMオンデマンド ビデオパス みるプラス ひかりTV あにてれ Amazonビデオ Google Play HAPPY!動画 Rakuten TV TSUTAYA TV VIDEX ゲオTV バンダイチャンネル ビデオマーケット |

### BD / DVD
特典には原作者描き下ろしのコミックが付属。
| 巻 | 発売日         | 収録話          | 規格品番   | 規格品番   |
| 巻 | 発売日         | 収録話          | BD         | DVD        |
| -- | -------------- | --------------- | ---------- | ---------- |
| 1  | 2018年12月26日 | 第1話 - 第3話   | TBR-28371D | TDV-28375D |
| 2  | 2019年1月16日  | 第4話 - 第6話   | TBR-28372D | TDV-28376D |
| 3  | 2019年2月13日  | 第7話 - 第9話   | TBR-28373D | TDV-28377D |
| 4  | 2019年3月13日  | 第10話 - 第12話 | TBR-28374D | TDV-28378D |

### Web番組
2018年9月30日はSHOWROOM特番を予定していたが、台風の影響から安全面を優先して中止となった。同年10月14日からSHOWROOMにて『アニマエールであーる！』が配信開始され、生放送のみでアーカイブはない。出演者は鳩谷こはね（尾崎由香）、猿渡宇希（井澤美香子）、有馬ひづめ（山田唯菜）、舘島虎徹（楠木ともり）、牛久花和（白石晴香）。2018年10月28日には特番『アニマエールであーる！in AbemaTV』が放送された。

## ゲーム
きららファンタジア
ドリコムによるスマートフォン向けのアプリゲーム。2018年11月21日よりキャラクターとして、鳩谷こはね・有馬ひづめ・猿渡宇希が参戦。その後、2019年1月9日には舘島虎徹・牛久花和が参戦。2020年8月27日にはアニメ版には未登場だった稲葉兎和が声優として南早紀を新規キャスティングしたうえで参戦した。

## コラボレーション
埼玉西武ライオンズ
2018年9月14日にメットライフドームで行われた対東北楽天ゴールデンイーグルス戦で、「プレイフルマインドカンパニー×アニマエール！DAY」が開催された。
川崎ブレイブサンダース
2018年11月11日に川崎市とどろきアリーナで行われた対アルバルク東京戦のイベント「BE BRAVE SERIES」で、本作とのコラボレーションを実施。アニメのメインキャスト5人がゲスト出演した。
ハッカドール
DeNAが運営するサブカルチャーに特化したスマートフォン向けニュースアプリ。テレビアニメに宣伝協力として参加している。
本作のキャラクターの中から「ハッカドール応援大使」を決めるキャンペーンが2018年11月19日から開始され、投票の結果、鳩谷こはねが応援大使に選ばれた。その後、12月13日からこはねに「応援して欲しいこと」が募集され、12月23日よりこはねが応援するツイートが投稿された。さらに、同日にはハッカドール1号とこはねのコラボイラストが投稿された。ほかにもコラボレーションでは、アニマエールに登場するキャラクターがお互いを応援しあうペアボイスが全3種配信され、「ひづめ×こはね」「こはね×宇希」「虎徹×花和」の3種類が配信された。
こてっちゃん
エスフーズ製造の商品。テレビアニメ放送中の2018年12月5日、Twitterのこてっちゃん公式アカウントが上述の虎徹のあだ名である「こてっちゃん」と共通点があることからツイートにて反応した。その反応に対してアニメ公式アカウントも反応し、原作者の卯花つかさもTwitterに虎徹と「こてっちゃん」が描かれたイラストを投稿した。
その後、テレビアニメ最終話に「こてっちゃん」が登場。最速放送日である同年12月24日から31日まで公式にコラボレーションが行われることが発表された。コラボではアニメ公式アカウントとこてっちゃん公式アカウントをフォローして該当ツイートをリツイートすることで卯花による虎徹と「こてっちゃん」のコラボイラストに虎徹役の楠木ともりによるサインが入ったランチョンマットのほかオリジナルグッズが当たる企画が実施された。